# Herman Otto Hartley
Herman Otto Hartley, meist zitiert H. O. Hartley, geboren als Hermann Hirschfeld (* 13. April 1912 in Berlin; † 30. Dezember 1980 in Durham, North Carolina), war ein deutsch-amerikanischer Mathematiker und mathematischer Statistiker. In den Vereinigten Staaten war er weithin unter dem Kürzel HOH bekannt.

## Leben
Hirschfeld wurde 1934 bei Adolf Hammerstein an der Berliner Universität promoviert (Direkte Methoden in der Variationsrechnung zur Lösung von Randwertproblemen), wobei er nach den Worten von Erhard Schmidt sein schönstes Ergebnis in einer Fußnote der Dissertation versteckte. Nach der „Machtergreifung“ der Nationalsozialisten floh er, als Jude, und ging 1934 nach Cambridge. Ab etwa 1937 oder 1938 nahm er den Namen Hartley an. 1940 promovierte er erneut in Cambridge bei John Wishart in mathematischer Statistik. Hauptberuflich arbeitete er am Harper Adams Agricultural College in Shropshire (heute Universität), wo er sich mit Versuchsplanung für die Landwirtschaft befasste. Im Zweiten Weltkrieg begann seine Beschäftigung mit Rechenmaschinen als Mitarbeiter von L. J. Comrie bei Scientific Computing Services in London, die vor allem für das Militär arbeiteten. Nach dem Krieg wurde er Lecturer für Statistik am University College London, wo er mit Egon Pearson zusammenarbeitete.  Er ging 1953 eine Gastprofessur an die Iowa State University, wo er auch Rechenzentren mit aufbaute (Scientific Computing Dienste) und in neun Jahren (die Gastprofessur wurde regelmäßig verlängert) insgesamt 17 Doktoranden betreute. Ab 1963 war er Professor an die Texas A&M University wurde, an der er die Fakultät für Statistik aufbaute und über 30 Doktoranden betreute. 1977 ging er offiziell in den Ruhestand, blieb aber weiter in Forschung und Lehre aktiv und übernahm 1979 eine Professur an der Duke University, die er bis zu seinem Tod hatte.
1950 publizierte er einen nach ihm benannten statistischen Test zur Analyse von Varianzen.
Er befasste sich auch mit Optimierung, Stochastischen Computer-Methoden und statistische Methoden der Datenerfassung zum Beispiel für Hochrechnungen (Survey Sampling). Er befasste sich auch mit Biometrik, zum Beispiel in der Festlegung sicherer Dosierungen in Experimenten mit Karzinogenen. Mit Egon Pearson publizierte er die Biometrika Tables for Statisticians (2 Bände, 1954, 1972).
Hartley war Fellow und 1979 Präsident der American Statistical Association und Mitglied des International Statistical Institute. 1973 erhielt er die S. S. Wilks Medal. Ein Preis und eine Vorlesungsreihe an der Texas A&M University sind nach ihm benannt.

## Schriften
- Statistics as a science and profession, Journal of the American Statistical Association, Band 75, 1980, S. 1–6.